# Papratnica (Teslić)
Papratnica (szerbül: Папратница), lakatlan település Bosznia-Hercegovinában, a Szerb Köztársaságban, Teslić községben.

## Fekvése
A település Bosznia-Hercegovina középső részének északi szélén, Dobojtól légvonalban 32, közúton 61 km-re délnyugatra, községközpontjától légvonalban 16, közúton 35 km-re délre, a Mahnjača-hegység területén található. Papratnica településnek a Szerb Köztársaság területéhez csatolt, kis területű, lakatlan része.

## Népessége
| Nemzetiségi csoport | Népesség 1991 | Népesség 2013 |
| ------------------- | ------------- | ------------- |
| Szerb               | 2             | 0             |
| Bosnyák             | 49            | 0             |
| Horvát              | 1070          | 0             |
| Jugoszláv           | 4             | 0             |
| Egyéb               | 5             | 0             |
| Összesen            | 1130          | 0             |

## Története
A döntően horvát lakosságú Papratnica település 1878-ig tartozott az Oszmán Birodalomhoz, ekkor a berlini kongresszus határozata alapján az Osztrák-Magyar Monarchia része lett. 1879-ben az első osztrák-magyar népszámlálás során a Žepčei járáshoz és Žepče községhez tartozó településnek 36 háztartása és 241 római katolikus lakosa volt.  1910-ben a Žepčei járáshoz tartozó településen 73 háztartást, 358 római katolikus, 29 muszlim és 8 ortodox lakost találtak. A monarchia szétesésével 1918-ban előbb a Szerb-Horvát-Szlovén Királyság, majd 1929-től a Jugoszláv Királyság része lett. 1921-ben a Žepčei járáshoz tartozó községnek 372 lakosa volt, melyből 343 római katolikus horvát és 29 muszlim volt. Az 1929-es törvény értelmében, amikor Bosznia-Hercegovinát négy banovinára, Drinskára, Vrbaskára, Zetskára és Primorskára osztották, a település a Vrbaska banovina része lett, amelynek székhelye Banja Luka volt. 
Jugoszlávia megszállása után a Független Horvát Állam (NDH) része lett. A második világháború után 1992-ig a település a szocialista Jugoszlávia keretében a Bosznia-Hercegovinai Népköztársaság része volt. A daytoni egyezmény aláírása után a település kis, laktalan része Teslić község részeként a Szerb Köztársaság területéhez került, míg a nagyobb rész magával a faluval a Föderáció és Žepče község terültén maradt.